# Eerste divisie (baseball)
De Eerste divisie van het Belgische baseball bestaat uit acht teams. De competitie wordt georganiseerd door de Koninklijke Belgische Baseball & Softball Federatie (KBBSF). Recordkampioen is Royal Greys. Huidig (anno 2025) landskampioen is Hoboken Pioneers.

## Clubs
De volgende clubs speelden anno 2025 in de eerste divisie:
- Hoboken Pioneers
- Borgerhout Squirrels
- K. Deurne Spartans
- Brasschaat Braves
- Merchtem Cats
- Mont-Saint Guibert Phoenix
- Namur Angels
- Braine Black Rickers

## Erelijst
- 1947: General Motors
- 1948: General Motors
- 1949: General Motors
- 1950: Luchtbal
- 1951: Spalding Kendalls
- 1952: General Motors Giants
- 1953: Brussels Senators
- 1954: Spalding Haecht
- 1955: Borgerhout Squirrels
- 1956: Luchtbal Greys
- 1957: Borgerhout Squirrels
- 1958: Brussels Senators
- 1959: Brussels Senators
- 1960: Berchem Cristals
- 1961: Luchtbal Greys
- 1962: Pioneers
- 1963: Luchtbal Greys
- 1964: Luchtbal Greys
- 1965: Luchtbal Greys
- 1966: Luchtbal Greys
- 1967: Luchtbal Greys
- 1968: Luchtbal Greys
- 1969: Brasschaat Braves
- 1970: Pioneers
- 1971: Luchtbal Greys
- 1972: Luchtbal Greys
- 1973: Luchtbal Greys
- 1974: Luchtbal Greys
- 1975: Luchtbal Greys
- 1976: Luchtbal Greys
- 1977: Luchtbal Greys
- 1978: Luchtbal Greys
- 1979: Luchtbal Greys
- 1980: Berchem Stars
- 1981: Berchem Stars
- 1982: Berchem Stars
- 1983: Antwerp Eagles
- 1984: Antwerp Eagles
- 1985: Antwerp Eagles
- 1986: Antwerp Eagles
- 1987: Antwerp Eagles
- 1988: Antwerp Eagles
- 1989: Luchtbal Greys
- 1990: Luchtbal Greys
- 1991: Antwerp Eagles
- 1992: Brasschaat Braves
- 1993: Brasschaat Braves
- 1994: Brasschaat Braves
- 1995: Brasschaat Braves
- 1996: Brasschaat Braves
- 1997: Brasschaat Braves
- 1998: Namur Angels
- 1999: Brasschaat Braves
- 2000: Mortsel Stars
- 2001: Brasschaat Braves
- 2002: Brasschaat Braves
- 2003: Brasschaat Braves
- 2004: Brasschaat Braves
- 2005: Royal Greys
- 2006: Royal Greys
- 2007: Royal Greys
- 2008: Royal Greys
- 2009: Hoboken Pioneers
- 2010: Hoboken Pioneers
- 2011: Hoboken Pioneers
- 2012: Hoboken Pioneers
- 2013: Brasschaat Braves[2]
- 2014: Borgerhout Squirrels[3]
- 2015: Deurne Spartans
- 2016: Deurne Spartans[4]
- 2017: Borgerhout Squirrels[5]
- 2018: Deurne Spartans[6]
- 2019: Deurne Spartans[7]
- 2020: Hoboken Pioneers
- 2021: Hoboken Pioneers[8]
- 2022: Hoboken Pioneers[9][10]
- 2023: Deurne Spartans
- 2024: Hoboken Pioneers

### Titels per team
| Club                                              | Aantal | Jaren |
| ------------------------------------------------- | ------ | --- |
| Luchtbal Greys / Royal Greys                      | 24x    | 1950, 1956, 1961, 1963, 1964, 1965, 1966, 1967, 1968, 1971, 1972, 1973, 1974, 1975, 1976, 1977, 1978, 1979, 1989, 1990, 2005, 2006, 2007, 2008 |
| Brasschaat Braves                                 | 13x    | 1969, 1992, 1993, 1994, 1995, 1996, 1997, 1999, 2001, 2002, 2003, 2004, 2013                                                                   |
| Hoboken Pioneers                                  | 10x    | 1962, 1970, 2009, 2010, 2011, 2012, 2020, 2021, 2022, 2024                                                                                     |
| Antwerp Eagles                                    | 7x     | 1983, 1984, 1985, 1986, 1987, 1988, 1991 |
| Berchem Christals / Berchem Stars / Mortsel Stars | 5x     | 1960, 1980, 1981, 1982, 2000 |
| Deurne Spartans                                   | 5x     | 2015, 2016, 2018, 2019, 2023 |
| Borgerhout Squirrels                              | 4x     | 1955, 1957, 2014, 2017 |
| General Motors Giants                             | 4x     | 1947, 1948, 1949, 1952 |
| Brussels Senators                                 | 3x     | 1953, 1958, 1959 |
| Spalding Haecht                                   | 2x     | 1951, 1954 |
| Namur Angels                                      | 1x     | 1998 |